# Alfons de Cock
Alfons De Cock (Herdersem, 12 januari 1850 - Antwerpen, 2 maart 1921) was een Vlaamse schrijver, volkskundige en folklorist.

## Levensloop
Hij behaalde in 1869 het onderwijzersdiploma te Lier en was als onderwijzer actief tot 1904. hij werd hoofdonderwijzer te Denderleeuw. In 1898 werd hij tot lid benoemd van de Maatschappij van Nederlandse Letterkunde. In 1904 vestigde hij zich in Brussel maar trok in 1907, na het huwelijk van zijn enige dochter, naar Antwerpen. Hij ontving in 1912 de Leopoldsorde.
Zijn laatste werk Vlaamsche Sagen Uit den Volksmond verscheen in 1921, het jaar waarin hij op 71-jarige leeftijd aan een beroerte overleed.

## Postuum
In Antwerpen en in Aalst (Herdersem) is een straat naar hem genoemd. In Diegem (Machelen) is een plein naar hem genoemd. Ter herinnering aan zijn verdiensten in de volkskunde wordt door de Koninklijke Bond der Oostvlaamse Volkskundigen elke twee jaar de Alfons De Cockprijs uitgereikt.

## Bron
- S.J., "Het Alfons De Cock-wandelpad te Herdersem", De Voorpost, 5 december 1975.

- Biografisch Portaal: 85932167
- Digitale Bibliotheek voor de Nederlandse Letteren: cock001
- Gemeinsame Normdatei: 1055112960
- International Standard Name Identifier: 0000 0001 0887 2215
- Library of Congress Control Number: n84051536
- Nationale Bibliotheek van Israël: 987007277836505171
- Nederlandse Thesaurus van Auteursnamen: 068790139
- Système universitaire de documentation: 245399275
- Virtual International Authority File: 34816409
- WorldCat: E39PBJyWXPQD3xy39FC9fv67pP